# Гибридный дирижабль Филимонова
Гибри́дный дирижа́бль Филимо́нова — проект гибридного дирижабля, сочетающего в себе конструктивные особенности дирижабля, самолёта, вертолёта и судна на воздушной подушке. Патент на дирижабль был оформлен Александром Филимоновым в 1987 году (выдан в 1997 году).

Представляет собой «летающее крыло» смешанного типа, основной частью которого является дискообразный центроплан. Он служит в основном вместилищем подъёмного газа (гелия), в центре диска в канале размещена подъёмная система и грузовая кабина (отсек), а по краям установлены пилотско-пассажирская кабина, консоли крыла и хвостовое оперение. Снизу размещено комбинированное взлётно-посадочное устройство: колёсно-лыжные опоры и шасси на воздушной подушке.
Концепция указанного гибридного дирижабля обсуждалась в рамках проекта ЭСТОЛАС, который в ноябре 2013 года был упоминался в российских и мировых средствах массовой информации (проекты АКЛА, БАРС, ФИАЛКА)). Проект не был воплощён «в металле».
В связи с проектом упоминался схожий по компоновке, но не имеющий газового объёма летательный аппарат — прототип безаэродромного самолёта Бэлла-1.